# Ernsthofen
Ernsthofen è un comune austriaco di 2 162 abitanti nel distretto di Amstetten, in Bassa Austria; è suddiviso in due comuni catastali (Katastralgemeinden): Aigenfließen e Rubring.